# 小庫季夏
49°38′23″N 28°24′42″E / 49.63972°N 28.41167°E
小庫季夏（烏克蘭語：Малі Кутища），是烏克蘭的村落，位於該國西南部文尼察州，由赫米利尼克區負責管轄，面積1.49平方公里，海拔高度285米，2001年人口372，人口密度每平方公里249.33人。